# Aglaopus whalleyi
Aglaopus whalleyi is een vlinder uit de familie van de venstervlekjes (Thyrididae). De wetenschappelijke naam van de soort is voor het eerst geldig gepubliceerd in 1998 door Konvicka, Spitzer & Jaros.